# Chatham Øerne
Chatham Øerne (Rekohu på moriori) er en øgruppe i det sydlige Stillehavet tilhørende New Zealand og cirka 800 kilometer fra de to store newzealandske øer (44 sydlige breddegrad og 176 vestlige længdegrad).
Den består af hovedøen (Chatham Ø), Pitt Ø og otte mindre ubeboede småøer.
Der bor omkring 750 mennesker på øerne i dag, hvoraf 700 på hovedøen og 50 på Pitt Ø.
70% af indbyggerne er af polynesisk oprindelse. Hovederhverne er landbrug og fåreavl og fiskeri. Hovedstad er Waitangi (Petre Bay).

## Historie
Øerne var oprindeligt befolket af Moriorierne, der bestod af individuelle jæger-samler grupper. De havde kun simpel teknologi og ingen erfaringer i krig. 
Den 29. november 1791 blev øgruppen kendt af europæerne da briggen Chatham under William Robert Broughtons kommando ankom.
I november og december 1835 blev de invaderet af Maorier fra de newzealandske hovedøer.

## Geografi
Øerne er af vulkansk oprindelse og er opbygget af tuf og basaltsten. 
Chatham Øerne består af et højplateau mod syd, flankeret af høje klipper. Den nordlige del er domineret af den 20 km² store indlandssø Te Wahanga, der kun er afskåret fra havet af en smal landtange. Endvidere findes der tørvelandskaber og lange sandstrande.
Pitt Ø er i den indre del domineret af skov, mens der ved kysterne er høje klipper og smukke strande. Her er det højeste punkt Mount Hakepa (231 meter). På den ubeboede Mangere Island er det højeste punkt 286 meter.
Til Chatham Øerne hører også øerne:
- South East Island (Rangatira)
- Mangere Island
- Little Mangere
- Star Keys (Motuhope)
- The Sisters (Rangitatahi)
- The Forty Fours (Motuhara)
- The Pyramid
- The Castle

Alle øerne og omliggende rev, er en del af af den underjordiske Chatham bjergryg.
Selvom øgruppen befinder sig øst for den 180. Længdegrad, ligger den dog vest for den internationale datogrænse. Som følge deraf har Chatham Øerne sin egen tidszone (CHADT – Chatham Island Daylight Time), 45 minuter før New Zealand tid.

## Klima
Temperaturen er havklimatisk moderat og ligger gennemsnitlig mellem 18 °C om sommeren og på ca. 9 °C om vinteren. Der er ofte meget vind, skyet og regnfuldt.